# Predella

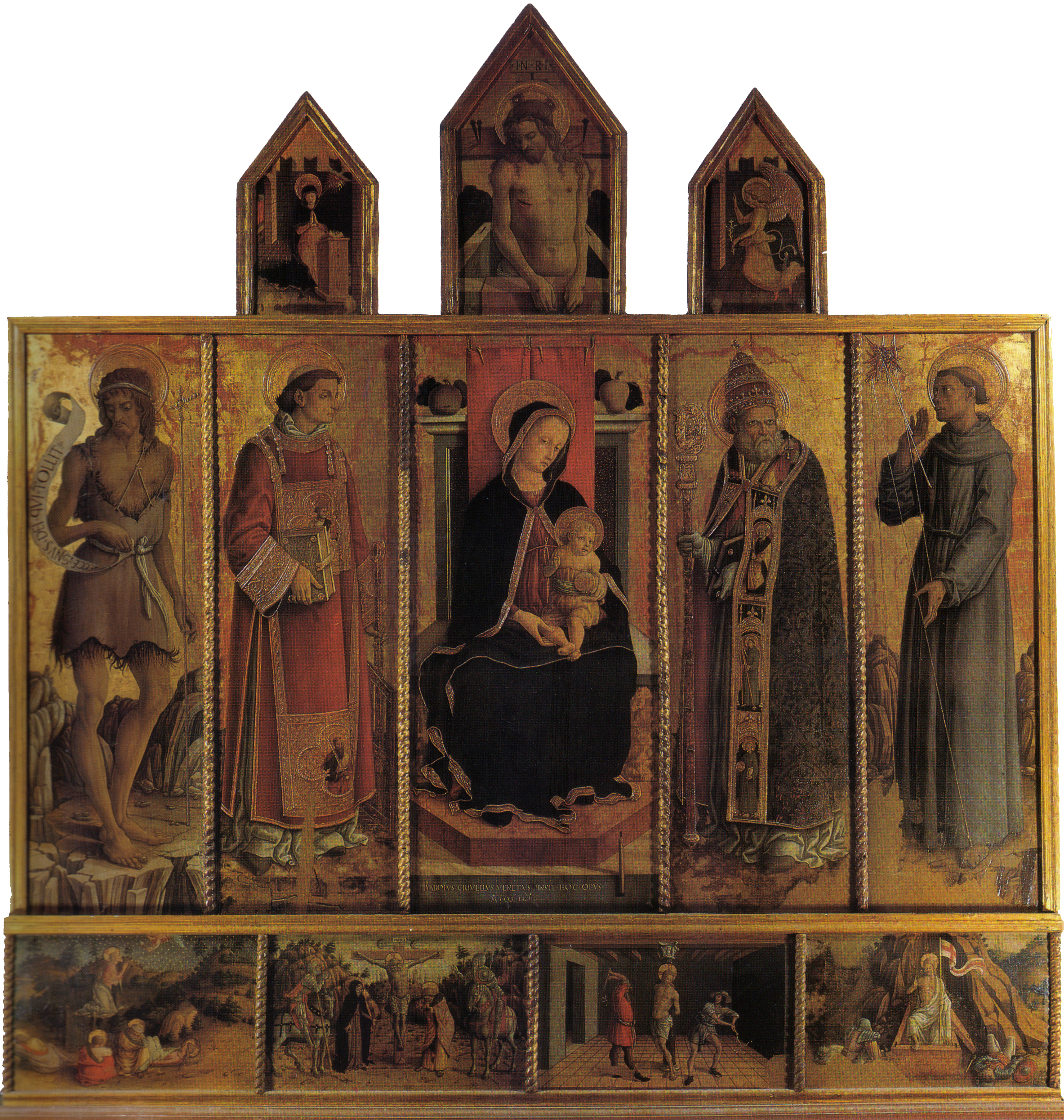
Pictură de altar de Carlo Crivelli, 1468. Această predella este alcătuită din cinci panouri cu patru scene din Patimile lui Hristos, având-o în partea centrală pe Fecioara Maria.

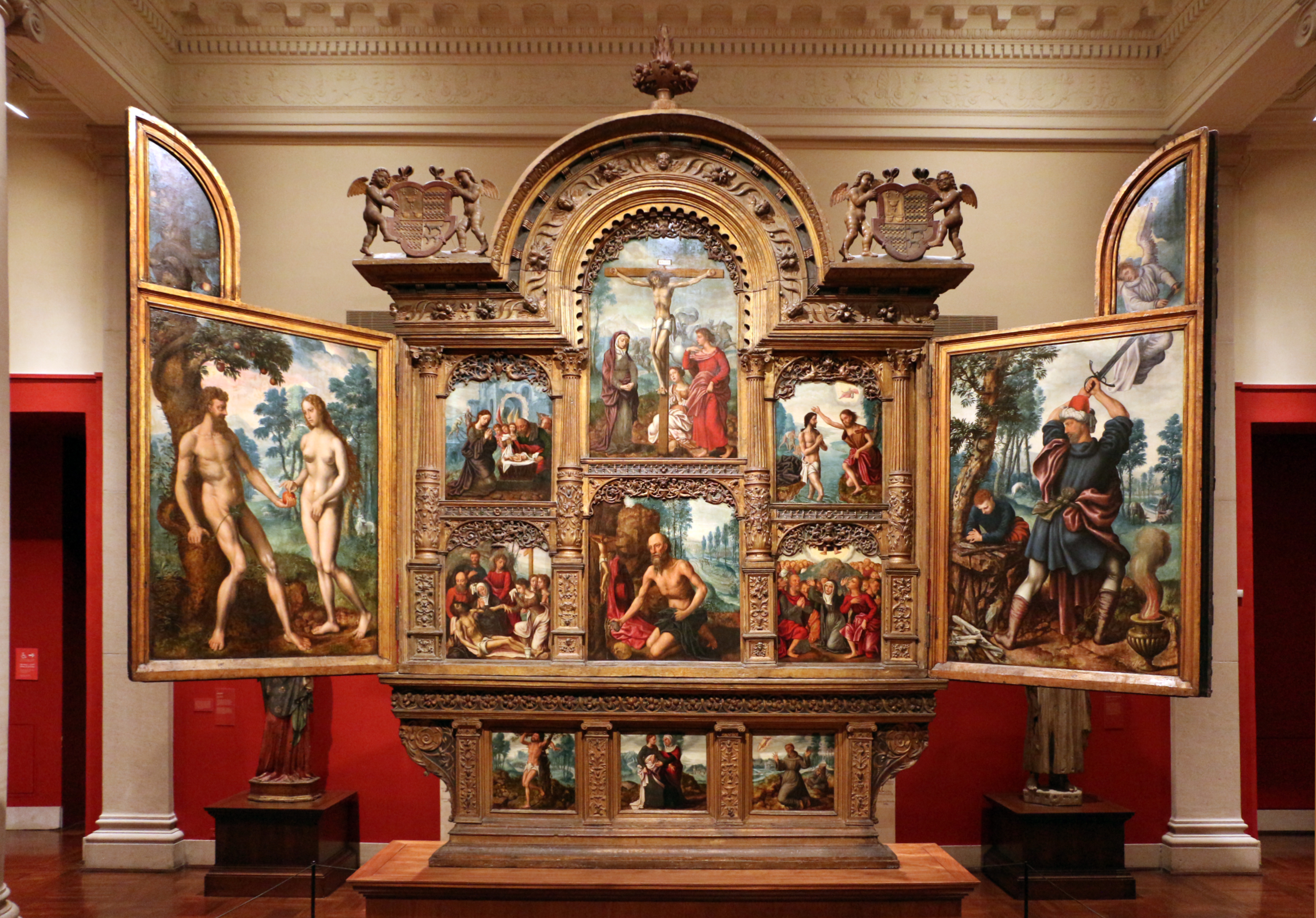
Piesă de altar flamandă, anii 1550, având trei scene de tip predella.

În arta bisericească a creștinismului catolic, prin predelă (plural, predele, din limba italiană predella, predelle) se înțelege partea cea mai joasă a unui altar, care formează deseori fie o platformă sau o treaptă, ambele fiind împodobite cu picturi și/sau sculpturi de-a lungul acestora.
Fiind plasată în partea de jos a unui altar, orice predelă are uneori o singură scenă principală, mult mai mare deasupra, dar adesea (mai ales în exemplele anterioare, timpurii cronologic), un poliptic sau un altar cu mai multe panouri.
În altarele medievale târzii și renascentiste, unde panoul principal consta dintr-o scenă cu figuri mari, se considera că era normal să se includă o predelă dedesubt cu o serie de picturi narative, la scară mică, care înfățișau evenimente din viața dedicatului, fie că era vorba de viața lui Hristos, de viața Fecioarei Maria sau de referire la un sfânt. De obicei, ar fi vorba de trei până la cinci scene mici, grupate într-un format orizontal sau, uneori, există doar un singur spațiu, ce prezintă diferite scene în reprezentare continuă. 

## Istoric

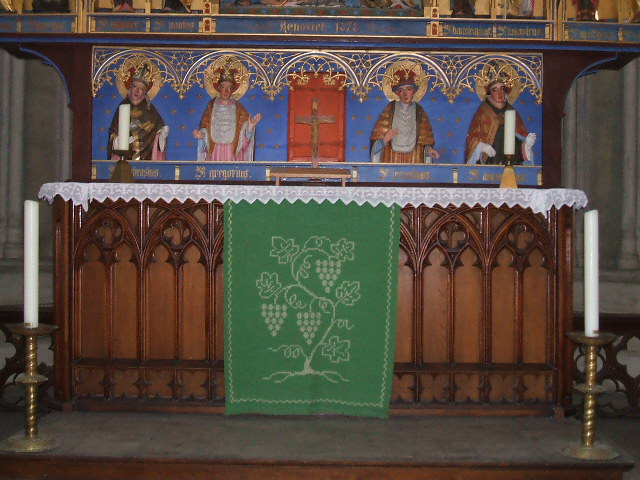
Piesă de altar, împodobită cu predele pictate si sculptate, aflată la Marienkirche din Stralsund, Germania.

Predelele sunt importante, chiar semnificative în istoria artei, deoarece artistul avea mai multă libertate față de convențiile iconografice ale timpului, decât avea în realizarea panoului principal, deoarece predelele puteau fi văzute doar de aproape, nefiind sub atenția oricărui privitor. Pe măsură ce panourile principale au devenit mai mari și mai dramatice, predelele au căzut din uz în jurul anilor 1510 - 1520, în timpul Renașterii Italiene „de vârf,” deși pictorii mai în vârstă sau mai conservatori ai timpului, au continuat să le folosească.
Spre exemplu Luca Signorelli, care era în vârstă de circa 70 de ani, în jurul anului 1521, a realizat și scenele principale și cele secundare. De fapt, în acest caz, se crede că Signorelli a făcut doar desenul pentru scena principală, lăsând pictura în seama asistenților săi de atelier, dar se crede, cu mare probabilitate, că el însuși ar fi pictat scenele de predella.
Predelele au „ieșit din modă,” în Italia, până către mijlocul secolului al XVI-lea, dar au continuat să fie realizate și apreciate pentru o vreme, înspre nordul Europei întrucât Renașterea Nordică a fost întârziată cu multe decenii. Pe măsură ce altarele au ajuns pe piața de artă, începând cu secolul al XVIII-lea, scenele de predella (precum și alte secțiuni mai mici) au fost adesea detașate și vândute separat, de fapt, ca picturi de cabinet.
În vremurile moderne, predelele sunt adesea răspândite în mai multe colecții din varii muzee, având adesea origine incertă. Reunirea, cel puțin conceptual, cronologic, artistic și istoric, a panourilor de predelă, cu restul decorurilor lor originale și originare le-a oferit istoricilor de artă din secolul al XX-lea o sarcină complexă și dificilă, care continuă în secolul al XXI-lea.

## Exemple
Example de predele includ și cele de mai jos:
- Duccio di Buoninsegna (circa 1255 / 1260 – c. 1318 / 1319) – predella realizată de Duccio, intitulată Maestà – una dintre cele mai timpurii predelle.
- Lorenzo Monaco (c. 1370 – c. 1425) – Incidente din viața Sfântului Benedict[4] (circa 1407 – 1409)
- Luca Signorelli (c. 1441 / 1445 – 1523) – Adorația păstorilor (circa 1496)
- Andrea Mantegna (c. 1431 – 1506) – Piesa de altar a Sfântului Zeno (1459)
- Stanley Spencer (1891 – 1959) – Sandham Memorial Chapel, Burghclere, Hants
- Pre-Rafaelitul și fondatorul mișcării Dante Gabriel Rossetti (1828 - 1882) a refăcut predella la cea de-a doua sa lucrare Beata Beatrix (1871 - 1872)
- Leigh Behnke (n. 1946) – pictoriță realistă și precizionistă a secolului al 20-lea a folosit frecvent formatul de tip predella în varii lucrări (circa 1981 – 2019)